# Rio Cauto
Rio Cauto (em castelhano: Río Cauto) é um município e cidade na província de Granma, de Cuba. Possui área de 1 502 quilômetros quadrados e segundo censo de 2012, havia 47 189 habitantes.